# Maarten van der Weijden
Maarten van der Weijden (né le 31 mars 1981 à Alkmaar) est un ancien nageur néerlandais spécialiste des épreuves de nage en eau libre. Déjà multiple médaillé mondial et européen, il devient en 2008 le premier champion olympique masculin de cette discipline introduite lors des Jeux olympiques de Pékin. En 2001, il apprend qu'il souffre d'une leucémie mais parvient à revenir au haut niveau en 2003.

## Carrière
En 1999, il dispute de premiers championnats internationaux en junior avant de participer pour la première fois, en 2000, aux Championnats du monde. Le 12 mars 2001, des médecins lui diagnostiquent une leucémie (de type aiguë lymphoblastique) qui l'éloigne presque deux ans de toute forme de compétition. Il parvient à se soigner grâce à un programme de chimiothérapies et par des transplantations de cellules souches. Deux après la révélation de son cancer, il retrouve la compétition au niveau planétaire lors des Championnats du monde 2003 organisés à Barcelone en Espagne. Le nageur y obtient une 14e place sur 10 km et une 15e sur 5 km. L'année suivante à Dubaï, il obtient deux top-10 lors des Mondiaux, des places d'honneur qu'il reproduit l'année suivante à Montréal. Toujours en 2005, il s'illustre en Coupe du monde en gagnant trois étapes de 10 km. En 2006, il enlève son premier podium dans un championnat international en décrochant la médaille d'argent du 10 km aux Championnats d'Europe 2006 disputés à Budapest en Hongrie. En 2008, il parvient à se qualifier pour les Jeux olympiques d'été de 2008 en prenant la quatrième du 10 km lors des Championnats du monde 2008 organisés à Séville. L'épreuve de nage en eau libre apparaît en effet au programme olympique à Pékin. Outre l'épreuve olympique du 10 km, il remporte deux premières récompenses mondiales à Séville en gagnant l'or sur 25 km et le bronze sur 5 km.
Aux Jeux olympiques, Maarten van der Weijden devient le premier champion olympique masculin de l'histoire de la nage en eau libre. Le Néerlandais s'impose en effet lors du 10 km en devançant au sprint le Britannique David Davies et l'Allemand Thomas Lurz, ce en plus d'une heure et 51 minutes. Cette victoire lui permet d'être désigné Sportif néerlandais de l'année tandis que le magazine Swimming World le nomme nageur en eau libre de l'année. Il annonce sa retraite sportive le 16 décembre 2008.
Il intègre l'International Swimming Hall of Fame en 2017.
En 2019 il nage 195 km afin de collecter d'argent pour la recherche de cancer.

## Palmarès

### Jeux olympiques
- Jeux olympiques d'été de 2008 à Pékin (Chine) :
  -  Médaille d'or du 10 km en eau libre.

### Championnats du monde
- Championnats du monde 2008 à Séville (Espagne) :
  -  Médaille d'or du 25 km.
  -  Médaille de bronze du 5 km.

### Championnats d'Europe
- Championnats d'Europe 2006 à Budapest (Hongrie) :
  -  Médaille d'argent du 10 km.